# Lijst van nummer 1-hits in Australië in 2007
Deze hits stonden in 2007 op nummer 1 in de ARIA Charts, de bekendste hitlijst in Australië.
| Datum        | Artiest                 | Titel                 |
| ------------ | ----------------------- | --------------------- |
| 7 januari    | Beyoncé                 | Irreplaceable         |
| 14 januari   | Beyoncé                 | Irreplaceable         |
| 21 januari   | Beyoncé                 | Irreplaceable         |
| 28 januari   | Evermore                | Light surrounding you |
| 4 februari   | Hinder                  | Lips of an angel      |
| 11 februari  | Hinder                  | Lips of an angel      |
| 18 februari  | Hinder                  | Lips of an angel      |
| 25 februari  | Hinder                  | Lips of an angel      |
| 4 maart      | Hinder                  | Lips of an angel      |
| 11 maart     | Hinder                  | Lips of an angel      |
| 18 maart     | Hinder                  | Lips of an angel      |
| 25 maart     | Silverchair             | Straight lines        |
| 1 april      | Silverchair             | Straight lines        |
| 8 april      | Silverchair             | Straight lines        |
| 15 april     | Silverchair             | Straight lines        |
| 22 april     | Avril Lavigne           | Girlfriend            |
| 29 april     | Missy Higgins           | Steer EP              |
| 6 mei        | Avril Lavigne           | Girlfriend            |
| 13 mei       | Avril Lavigne           | Girlfriend            |
| 20 mei       | Avril Lavigne           | Girlfriend            |
| 27 mei       | Avril Lavigne           | Girlfriend            |
| 3 juni       | Avril Lavigne           | Girlfriend            |
| 10 juni      | Rihanna & Jay-Z         | Umbrella              |
| 17 juni      | Rihanna & Jay-Z         | Umbrella              |
| 24 juni      | Rihanna & Jay-Z         | Umbrella              |
| 1 juli       | Rihanna & Jay-Z         | Umbrella              |
| 8 juli       | Rihanna & Jay-Z         | Umbrella              |
| 15 juli      | Rihanna & Jay-Z         | Umbrella              |
| 22 juli      | Fergie                  | Big girls don't cry   |
| 29 juli      | Fergie                  | Big girls don't cry   |
| 5 augustus   | Fergie                  | Big girls don't cry   |
| 12 augustus  | Fergie                  | Big girls don't cry   |
| 19 augustus  | Fergie                  | Big girls don't cry   |
| 26 augustus  | Fergie                  | Big girls don't cry   |
| 2 september  | Fergie                  | Big girls don't cry   |
| 9 september  | Fergie                  | Big girls don't cry   |
| 17 september | Fergie                  | Big girls don't cry   |
| 23 september | Sean Kingston           | Beautiful girls       |
| 30 september | Delta Goodrem           | In this life          |
| 7 oktober    | Sean Kingston           | Beautiful girls       |
| 14 oktober   | Sean Kingston           | Beautiful girls       |
| 21 oktober   | Sean Kingston           | Beautiful girls       |
| 28 oktober   | Sean Kingston           | Beautiful girls       |
| 4 november   | Timbaland & Keri Hilson | The way I are         |
| 11 november  | Timbaland & Keri Hilson | The way I are         |
| 18 november  | The Veronicas           | Hook me up            |
| 25 november  | Kylie Minogue           | 2 Hearts              |
| 2 december   | Timbaland & OneRepublic | Apologize             |
| 9 december   | Timbaland & OneRepublic | Apologize             |
| 16 december  | Timbaland & OneRepublic | Apologize             |
| 23 december  | Timbaland & OneRepublic | Apologize             |
| 30 december  | Timbaland & OneRepublic | Apologize             |